# Karl Heinrich Anton von Ascheberg zu Venne
Karl Heinrich Anton von Ascheberg zu Venne (* 31. Juli 1718 in Venne; † 12. Juli 1760 in Münster) war Domherr in der ostwestfälischen Stadt Minden und in der westfälischen Stadt Münster.

## Leben
Karl Heinrich Anton von Ascheberg zu Venne wuchs als Sohn des Johann Matthias von Ascheberg und seiner Gemahlin Katharina Agnes Elisabeth von Lipperheide zu Ihorst und Buddenberg (1682–1729) mit seinen Geschwistern Anna Agnes Johanna Josepha († 1766, Dechantin im Stift Nottuln), Anna Angela (⚭ Friederich Christian Heidenreich Theodor von Beverförde), Ernst Friedrich (Amtsdroste und Wirklicher Landrat) und Johann Matthias (Domherr in Münster) in der uralten westfälischen Adelsfamilie von Ascheberg auf.
Mit dem Erhalt der Tonsur am 28. Juli 1729 wurde Karl Heinrich Anton auf ein geistliches Leben vorbereitet. Ende 1729 erhielt er eine Dompräbende in Minden und im Jahre 1737 durch päpstliche Provision eine Präbende in Münster. Karl Heinrich empfing die Priesterweihe und war als Oberwerkmeister tätig. Im Jahre 1760 verzichtete er zugunsten seines Neffen Johann Matthias Kaspar auf seine Präbenden. Er wurde im Dom zu Münster bestattet.